# Bientina
Bientina is een gemeente in de Italiaanse provincie Pisa (regio Toscane) en telt 6484 inwoners (31-12-2004). De oppervlakte bedraagt 29,2 km², de bevolkingsdichtheid is 222 inwoners per km².

## Demografie
Bientina telt ongeveer 2466 huishoudens. Het aantal inwoners steeg in de periode 1991-2001 met 15,6% volgens cijfers uit de tienjaarlijkse volkstellingen van ISTAT.
| Jaar | Inwoneraantal |
| ---- | ------------- |
| 1991 | 5291          |
| 2001 | 6115          |

## Geografie
De gemeente ligt op ongeveer 10 m boven zeeniveau.
Bientina grenst aan de volgende gemeenten: Altopascio (LU), Buti, Calcinaia, Capannori (LU), Castelfranco di Sotto, Santa Maria a Monte, Vicopisano.

## Externe link

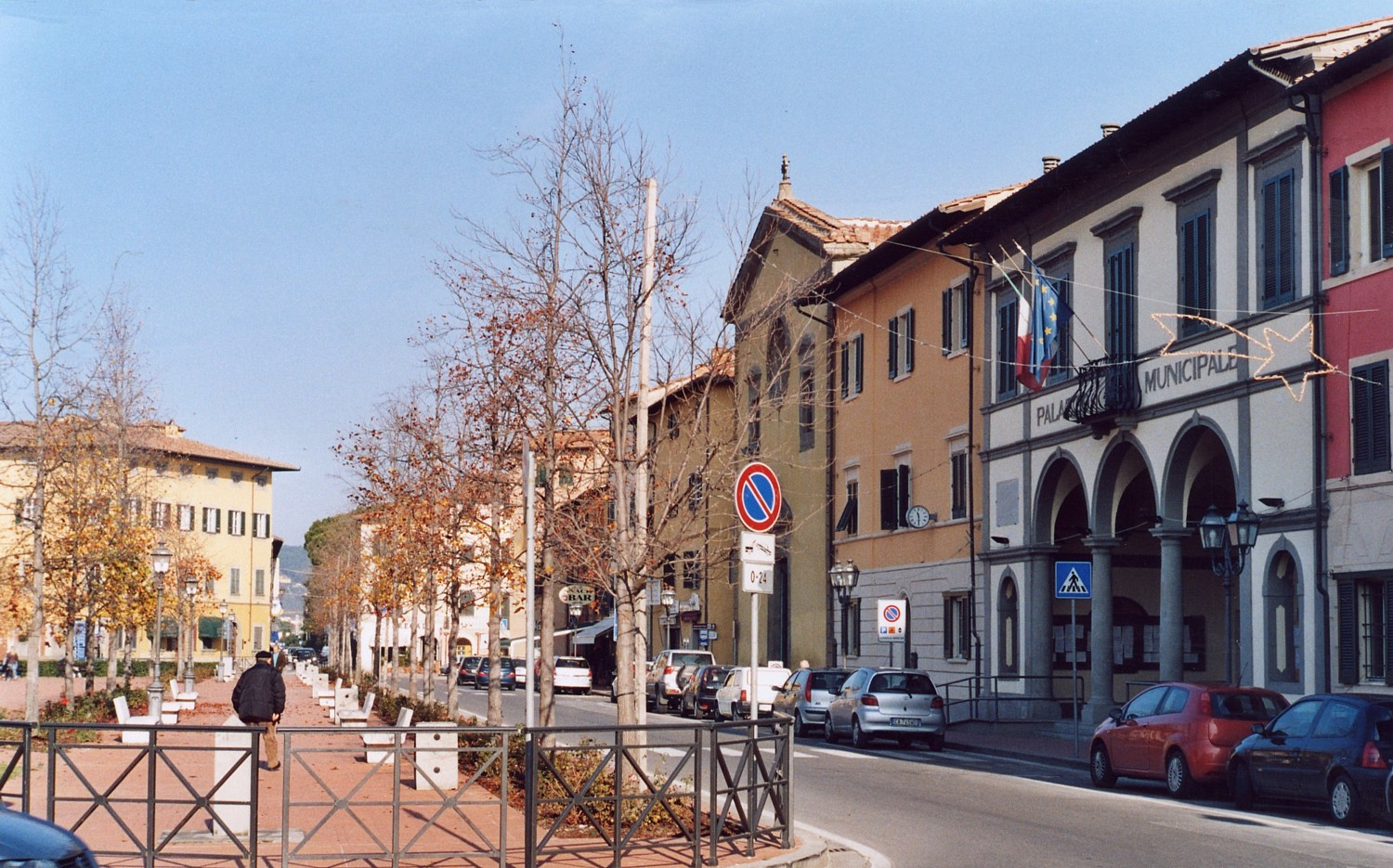
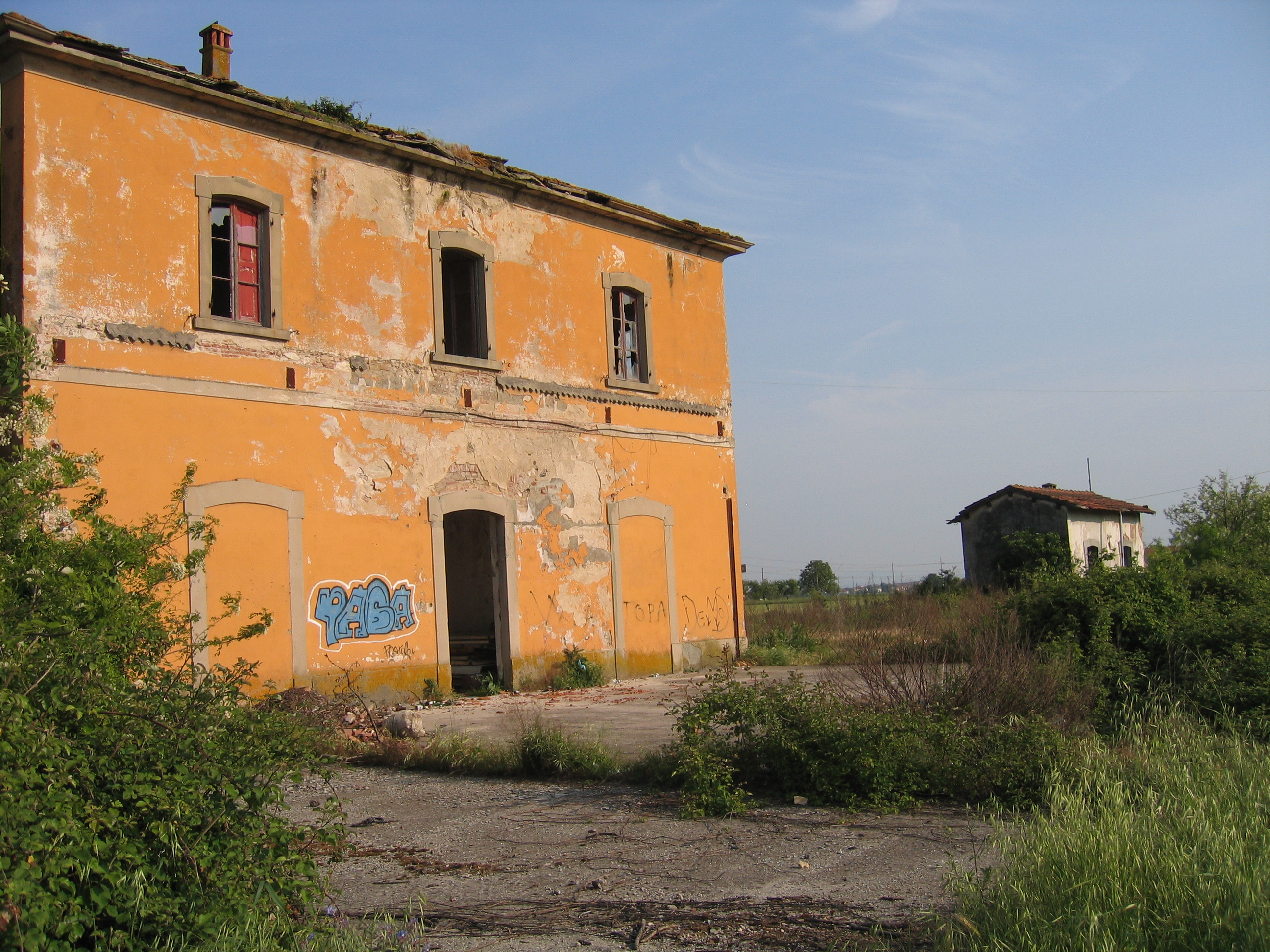
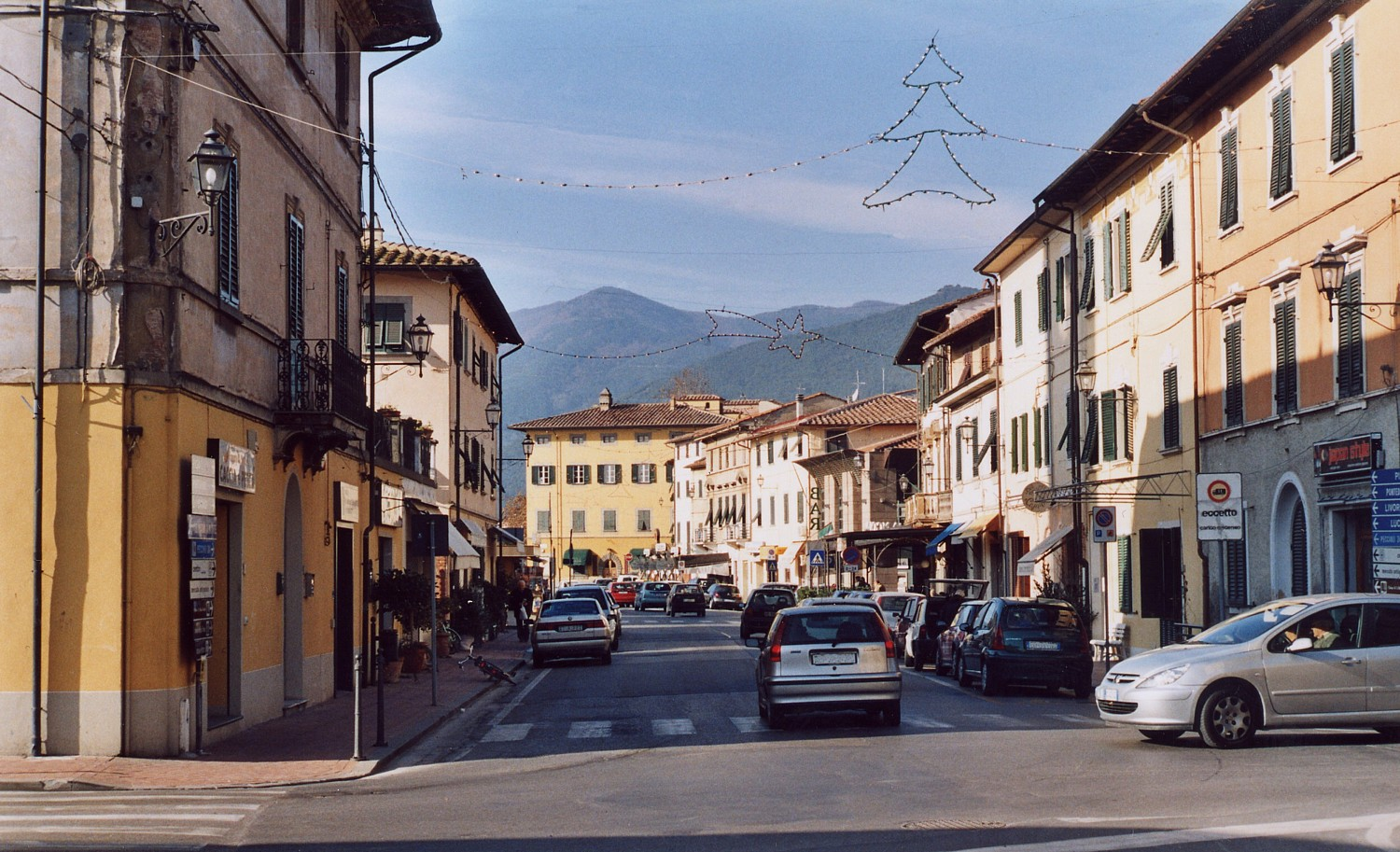